# Fågelmyrtjärnen (Stensele socken, Lappland)
Fågelmyrtjärnen är en sjö i Storumans kommun i Lappland och ingår i Umeälvens huvudavrinningsområde. Sjön har en area på 0,141 kvadratkilometer och ligger 358,1 meter över havet.

## Delavrinningsområde
Fågelmyrtjärnen ingår i det delavrinningsområde (720157-157780) som SMHI kallar för Mynnar i Yttre Joranträsket. Medelhöjden är 472 meter över havet och ytan är 44,74 kvadratkilometer. Det finns inga avrinningsområden uppströms utan avrinningsområdet är högsta punkten. Vattendraget som avvattnar avrinningsområdet har biflödesordning 3, vilket innebär att vattnet flödar genom totalt 3 vattendrag innan det når havet efter 229 kilometer. Avrinningsområdet består mestadels av skog (86 procent) och sankmarker (11 procent). Avrinningsområdet har 0,2 kvadratkilometer vattenytor vilket ger det en sjöprocent på 0,4 procent.